# Manasseh Ishiaku
Manasseh Ishiaku, né le 9 janvier 1983 à Port Harcourt, est un footballeur d'origine nigériane ayant été naturalisé belge en août 2007. Il évolue au poste d'attaquant.

## Carrière
Manasseh arrive en Belgique en 2001. Après une année au KSV Roulers, il découvre la division 1 à la RAA Louviéroise et gagne une Coupe de Belgique de football en 2003. Après un excellent premier tour, il rejoint le FC Bruges en janvier 2005. Attaquant très puissant, Ishiaku souffre de blessures à répétition dues à son énorme masse musculaire et d'une réputation d'attaquant peu productif. Après une bonne fin de saison et un but décisif en finale de la coupe de Belgique contre le Standard de Liège, Manasseh signe pour 4 ans au MSV Duisbourg le 14 juin 2007. Pour son premier match de Bundesliga il réussit le petit exploit de réaliser le doublé face au Borussia Dortmund. Relégué avec son club, il est transféré pour quatre années au FC Cologne et un transfert évalué à deux millions d'euros, après avoir marqué 10 buts en 25 rencontres la saison précédente. En janvier 2011, il fait son retour en Belgique sous la forme d'un prêt de 6 mois à Saint-Trond VV.
Sa première sélection en équipe du Nigeria a lieu le 14 octobre 2007 lors d'un match face au Mexique.

## Clubs
- 2000-2001 :  Shooting Stars Football Club
- 2001-2002 :  KSV Roulers
- 2002-Jan.2005 :  RAA Louviéroise
- Jan.2005-2007 :  FC Bruges
- 2007-2008 :  MSV Duisbourg
- 2008-2011 :  FC Cologne
- jan.2011-2011 :  Saint-Trond VV (prêt)

## Palmarès
- Vainqueur du Championnat de Belgique : 2005
- Vainqueur de la Coupe de Belgique : 2003 et 2007
- Finaliste de la Coupe de Belgique : 2005